# Unione Calcio AlbinoLeffe 2012-2013
Questa voce raccoglie le informazioni riguardanti l'Unione Calcio AlbinoLeffe nelle competizioni ufficiali della stagione 2012-2013.

## Stagione
L'AlbinoLeffe disputa per la quinta volta il campionato di Lega Pro Prima Divisione, dove mancava da ben nove stagioni.
Per i seriani si preannuncia sin dall'inizio una stagione molto dura: la squadra è pienamente coinvolta nel calcioscommesse e, nell'ambito di due diversi procedimenti, viene condannata a una penalizzazione complessiva di 16 punti (poi ridotti a 10 in secondo grado).
Sulla panchina viene confermato Alessio Pala, l'ultimo dei tre allenatori cambiati nella scorsa stagione: merito del grande lavoro che ha svolto nel settore giovanile, oltre a quanto ha fatto intravedere nella parte finale della scorsa deludente stagione.
La retrocessione di categoria costringe la società a privarsi di numerosi giocatori protagonisti delle annate precedenti in B: tra questi Tomasig, Bergamelli, Piccinni, Foglio, Laner, Cia, Cristiano e Cocco.
È l'occasione comunque per puntare sui numerosi giovani che negli anni passati sono stati mandati in prestito a farsi le ossa e che conoscono bene la categoria, oltre a lanciare in prima squadra alcuni ragazzi della Primavera.
L'AlbinoLeffe è inserito nel girone A di Prima Divisione, composto da 17 squadre: si tratta per la maggior parte di formazioni settentrionali (di cui ben 7 lombarde, seriani compresi) e 2 meridionali, il Trapani e il Lecce (quest'ultimo, retrocesso per il calcioscommesse, ha preso il posto del Vicenza).
L'inizio di campionato non è facile per l'AlbinoLeffe: la squadra fatica ad ambientarsi e i giovani sembrano sentire il peso della responsabilità cui sono stati chiamati.
Fatto sta che nelle prime otto giornate il bilancio è di una sola vittoria contro la Virtus Entella, ben 7 pareggi e una sconfitta in casa del Carpi.
Inoltre l'AlbinoLeffe ha dovuto abbandonare al primo turno entrambe le coppe nazionali: la Coppa Italia, eliminato dai dilettanti del Chieti che hanno espugnato l'Azzurri d'Italia vincendo 3-0, e la Coppa Italia Lega Pro, persa 2-1 contro il Lumezzane.
Dopo il turno riposo nella nona giornata, i seriani tornano in campo decisamente cambiati: vincono in extremis il derby contro la Tritium, perdono per la prima volta in casa contro il Lumezzane e, a partire dalla larga vittoria sul campo di Portogruaro, danno il via a una striscia positiva di 7 risultati utili consecutivi.
Le vicissitudini fuori dal campo continuano: Cissé viene trovato positivo alla cannabis nel controllo antidoping seguito alla partita contro il Pavia e squalificato per due mesi.
Dal fronte giudiziario arriva una buona notizia: il TNAS restituisce 4 punti dei 10 tolti a inizio stagione nell'ultimo grado del processo sul calcioscommesse.
L'AlbinoLeffe comincia a cullare sogni promozione, tanto che nel mercato invernale riesce a riportare in maglia celeste Previtali, che aveva rescisso il contratto a inizio stagione per legarsi alla Cremonese, e Valoti, ceduto in prestito dal Milan.
I nuovi innesti e un ambiente galvanizzato fanno sognare i seriani, i quali restano imbattuti tra la metà febbraio e la fine di aprile, avvicinandosi addirittura alla zona play-off.
Purtroppo l'AlbinoLeffe fallisce le partite decisive: pareggia in casa contro il Trapani capolista e perde a Como, compromettendo la qualificazione ai play-off.
Il campionato termina con una bella vittoria 2-1 contro il Lecce: i seriani chiudono a 47 punti e, senza penalizzazione, sarebbero terzi.

## Divise e sponsor
Lo sponsor tecnico per la stagione 2012-2013 è Acerbis, mentre lo sponsor ufficiale è UBI Assicurazioni. La prima maglia è celeste con inserti neri, la seconda maglia è rossa con calzoncini gialli.

## Rosa
| N. |                       | Ruolo | Calciatore                    |
| -- | --------------------- | ----- | ----------------------------- |
|    | Italia (bandiera)     | P     | Davide Amadori                |
|    | Italia (bandiera)     | P     | Paolo Branduani               |
|    | Italia (bandiera)     | P     | Cristian Lazzarini            |
|    | Italia (bandiera)     | P     | Andrea Offredi                |
|    | Italia (bandiera)     | P     | Daniel Offredi                |
|    | Italia (bandiera)     | D     | Nicholas Allievi              |
|    | Slovacchia (bandiera) | D     | Adam Ambra                    |
|    | Italia (bandiera)     | D     | Andrea Beduschi               |
|    | Italia (bandiera)     | D     | Mauro Belotti (vice capitano) |
|    | Italia (bandiera)     | D     | Simone Carminati              |
|    | Italia (bandiera)     | D     | Michele Cortinovis            |
|    | Italia (bandiera)     | D     | Manuel Daffara                |
|    | Italia (bandiera)     | D     | Francesco Luoni               |
|    | Italia (bandiera)     | D     | Mattia Noris                  |
|    | Italia (bandiera)     | D     | Davide Ondei                  |
|    | Italia (bandiera)     | D     | Matteo Piccinni               |
|    | Italia (bandiera)     | D     | Valerio Pirovano              |
|    | Italia (bandiera)     | D     | Pierre Regonesi (capitano)    |
|    | Italia (bandiera)     | C     | Michele Calì                  |
|    | Italia (bandiera)     | C     | Mattia Corradi                |
|    | Italia (bandiera)     | C     | Michael Cia                   |

| N. |                           | Ruolo | Calciatore           |
| -- | ------------------------- | ----- | -------------------- |
|    | Italia (bandiera)         | C     | Enrico Di Cesare     |
|    | Italia (bandiera)         | C     | Valerio Foglio       |
|    | Italia (bandiera)         | C     | Francesco Gazo       |
|    | Italia (bandiera)         | C     | Michael Girasole     |
|    | Italia (bandiera)         | C     | Marvin Maietti       |
|    | Slovenia (bandiera)       | C     | Dino Martinović      |
|    | Italia (bandiera)         | C     | Michele Paris        |
|    | Italia (bandiera)         | C     | Matteo Piccinni      |
|    | Italia (bandiera)         | C     | Roberto Previtali    |
|    | Italia (bandiera)         | C     | Alessandro Salvi     |
|    | Francia (bandiera)        | C     | Anthony Taugourdeau  |
|    | Italia (bandiera)         | C     | Mattia Valoti        |
|    | Lettonia (bandiera)       | C     | Sergejs Vorobjovs    |
|    | Italia (bandiera)         | A     | Andrea Belotti       |
|    | Guinea (bandiera)         | A     | Karamoko Cissé       |
|    | Costa d'Avorio (bandiera) | A     | Adama Diakite        |
|    | Italia (bandiera)         | A     | Mario Pacilli        |
|    | Italia (bandiera)         | A     | Manuel Personè       |
|    | Italia (bandiera)         | A     | Massimiliano Pesenti |
|    | Italia (bandiera)         | A     | Simone Pontiggia     |

## Calciomercato

### Sessione estiva(dal 01/07 al 31/08)
| Acquisti | Acquisti             | Acquisti    | Acquisti                   |
| R.       | Nome                 | da          | Modalità                   |
| -------- | -------------------- | ----------- | -------------------------- |
| P        | Davide Amadori       | Venezia     | fine prestito              |
| P        | Paolo Branduani      | Feralpisalò | riscatto compartecipazione |
| D        | Nicholas Allievi     | Feralpisalò | riscatto compartecipazione |
| D        | Francesco Bianchetti | Feralpisalò | riscatto compartecipazione |
| D        | Andrea Beduschi      | SPAL        | riscatto compartecipazione |
| D        | Mauro Belotti        |             | svincolato                 |
| D        | Luca Ferri           | Cuneo       | riscatto compartecipazione |
| C        | Paolo Carminati      | Renate      | riscatto compartecipazione |
| C        | Michael Cia          | Benevento   | fine prestito              |
| C        | Francesco Gazo       | Prato       | riscatto compartecipazione |
| C        | Enrico Geroni        | Prato       | fine prestito              |
| C        | Michael Girasole     | Atalanta    | riscatto compartecipazione |
| C        | Dino Martinović      | Verona      | prestito                   |
| C        | Tommaso Morosini     | Bassano     | riscatto compartecipazione |
| A        | Andrea Cocco         | Cagliari    | definitivo                 |
| A        | Adama Diakite        | Padova      | prestito                   |
| A        | Manuel Personè       | Cuneo       | fine prestito              |
| A        | Massimiliano Pesenti | Prato       | fine prestito              |

| Cessioni | Cessioni           | Cessioni       | Cessioni                      |
| R.       | Nome               | a              | Modalità                      |
| -------- | ------------------ | -------------- | ----------------------------- |
| P        | Stefano Chimini    | Feralpisalò    | prestito                      |
| P        | Yuri Morandi       | Prato          | risoluzione compartecipazione |
| P        | Luca Tomasig       | Reggiana       | risoluzione compartecipazione |
| D        | Andrea Beduschi    | Prato          | compartecipazione             |
| D        | Dario Bergamelli   | Reggina        | prestito                      |
| D        | Simone Carminati   | Prato          | prestito                      |
| D        | Rocco D'Aiello     |                | svincolato                    |
| D        | Manuel Daffara     | Nocerina       | prestito                      |
| D        | Luca Ferri         | Cuneo          | prestito                      |
| D        | Fabio Lebran       | Parma          | risoluzione compartecipazione |
| D        | Francesco Luoni    | Como           | prestito                      |
| D        | Alessandro Malomo  | Roma           | risoluzione compartecipazione |
| D        | Stefano Morotti    | Renate         | risoluzione compartecipazione |
| D        | Giordano Pantano   | Pro Patria     | risoluzione compartecipazione |
| D        | Gabriele Perico    | Cagliari       | risoluzione compartecipazione |
| D        | Matteo Piccinni    | Padova         | prestito                      |
| D        | Giovanni Zaro      | Inter          | prestito                      |
| C        | Paolo Carminati    | Aurora Seriate | prestito                      |
| C        | Michael Cia        | Como           | prestito                      |
| C        | Andrea Cristiano   | Empoli         | prestito                      |
| C        | Davide Di Quinzio  | Cuneo          | rinnovo del prestito          |
| C        | Donato Disabato    | Pro Vercelli   | rinnovo del prestito          |
| C        | Valerio Foglio     | Grosseto       | definitivo                    |
| C        | Andrea Gianotti    | Prato          | rinnovo del prestito          |
| C        | Mehmet Hetemaj     | Reggina        | prestito                      |
| C        | Simon Laner        | Verona         | prestito                      |
| C        | Roberto Previtali  |                | svincolato                    |
| C        | Mattia Valoti      | Milan          | rinnovo compartecipazione     |
| A        | Antonino Accetta   | Aurora Seriate | prestito                      |
| A        | Andrea Cocco       | Verona         | compartecipazione             |
| A        | Domenico Germinale | Benevento      | fine prestito                 |
| A        | Matteo Momentè     | Varese         | risoluzione compartecipazione |
| A        | Omar Torri         | Lumezzane      | prestito                      |
| A        | Gabriele Venturi   | Chievo         | fine prestito                 |

### Sessione invernale(dal 03/01 al 31/01)
| Acquisti | Acquisti          | Acquisti    | Acquisti      |
| R.       | Nome              | da          | Modalità      |
| -------- | ----------------- | ----------- | ------------- |
| P        | Stefano Chimini   | Feralpisalò | fine prestito |
| C        | Andrea Cristiano  | Empoli      | fine prestito |
| C        | Roberto Previtali |             | svincolato    |
| C        | Mattia Valoti     | Milan       | prestito      |
| A        | Omar Torri        | Lumezzane   | fine prestito |

| Cessioni | Cessioni         | Cessioni          | Cessioni   |
| R.       | Nome             | a                 | Modalità   |
| -------- | ---------------- | ----------------- | ---------- |
| P        | Paolo Branduani  | Feralpisalò       | definitivo |
| P        | Stefano Chimini  | Fersina Perginese | prestito   |
| C        | Andrea Cristiano | Pro Vercelli      | definitivo |
| A        | Mario Pacilli    | Trapani           | definitivo |
| A        | Omar Torri       | Cuneo             | definitivo |

## Risultati

### Lega Pro Prima Divisione

#### Girone di andata
| Arbitro: | D'Angelo (Ascoli Piceno) |

|             |           |           |
| Pesenti 46’ | Marcatori | 86’ Thiam |

| Arbitro: | Verdenelli (Foligno) |

|             |           |                |
| Marotta 45’ | Marcatori | 80’ A. Belotti |

| Arbitro: | Martinelli (Roma) |

|                                              |           |            |
| Pesenti 37’ M. Belotti 90+1’ Pontiggia 90+2’ | Marcatori | 85’ Argeri |

| Cuneo 23 settembre 2012, ore 15:00 CEST 4ª giornata | Cuneo             | 0 – 0 referto | AlbinoLeffe | Stadio Fratelli Paschiero (900 spett.)\| Arbitro: \| Piccinini (Forlì) \| |
| Arbitro:                                            | Piccinini (Forlì) |               |             |                                                                           |

| Bergamo 1º ottobre 2012, ore 20:45 CEST 5ª giornata | AlbinoLeffe         | 0 – 0 referto | Treviso | Stadio Atleti Azzurri d'Italia (300 spett.)\| Arbitro: \| Soricaro (Barletta) \| |
| Arbitro:                                            | Soricaro (Barletta) |               |         |                                                                                  |

| Arbitro: | Pezzuto (Cuneo) |

|                         |           |                |
| Kabine 12’ Pasciuti 31’ | Marcatori | 62’ A. Belotti |

| Arbitro: | Ripa (Nocera Inferiore) |

|                |           |                    |
| A. Belotti 80’ | Marcatori | 69’ (rig.) Poletti |

| Arbitro: | Todaro (Palermo) |

|          |           |             |
| Zini 62’ | Marcatori | 77’ Pacilli |

| Arbitro: | Oliveri (Palermo) |

|               |           |               |
| A. Belotti 2’ | Marcatori | 44’ Finocchio |

| Arbitro: | Melidoni (Frattamaggiore) |

|  |           |                  |
|  | Marcatori | 90+1’ Martinovic |

| Arbitro: | Brasi (Seregno) |

|                  |           |                      |
| M. Belotti 45+1’ | Marcatori | 7’ Inglese 14’ Torri |

| Arbitro: | Serra (Torino) |

|                    |           |                                           |
| Allievi 73’ (aut.) | Marcatori | 43’ Corradi 47’ A. Belotti 54’, 74’ Cissé |

| Bergamo 2 dicembre 2012, ore 14:30 CET 14ª giornata | AlbinoLeffe         | 0 – 0 referto | Pavia | Stadio Atleti Azzurri d'Italia (1.234 spett.)\| Arbitro: \| Bietolini (Firenze) \| |
| Arbitro:                                            | Bietolini (Firenze) |               |       |                                                                                    |

| Arbitro: | Soricaro (Barletta) |

|           |           |                                        |
| Abate 81’ | Marcatori | 18’ Taugordeau 43’ Pacilli 70’ Diakite |

| Arbitro: | Pezzuto (Lecce) |

|                                |           |                |
| Pesenti 50’, 66’ Pontiggia 75’ | Marcatori | 76’ Donnarumma |

| Lecce 22 dicembre 2012, ore 14:30 CET 17ª giornata | Lecce          | 0 – 0 referto | AlbinoLeffe | Stadio Via del Mare (4.275 spett.)\| Arbitro: \| Bruno (Torino) \| |
| Arbitro:                                           | Bruno (Torino) |               |             |                                                                    |

#### Girone di ritorno
| Arbitro: | Dei Giudici (Latina) |

|             |           |             |
| Bassoli 41’ | Marcatori | 30’ Pesenti |

| Arbitro: | Saia (Palermo) |

|                |           |                   |
| A. Belotti 66’ | Marcatori | 4’ (rig.) Carlini |

| Arbitro: | Pagliardini (Arezzo) |

|                             |           |  |
| Staiti 12’ Russo 72’ (rig.) | Marcatori |  |

| Arbitro: | Baroni (Firenze) |

|                            |           |           |
| A. Belotti 5’ Girasole 68’ | Marcatori | 32’ Torri |

| Arbitro: | Caso (Verona) |

|                           |           |                       |
| Tarantino 10’ Zammuto 52’ | Marcatori | 67’ (rig.) Taugordeau |

| Arbitro: | Chiffi (Padova) |

|             |           |  |
| Corradi 22’ | Marcatori |  |

| Arbitro: | Casaluci (Lecce) |

|             |           |                           |
| Doumbia 51’ | Marcatori | 8’ A. Belotti 81’ Corradi |

| Arbitro: | Merlino (Udine) |

|                                     |           |  |
| A. Belotti 7’ Cissé 9’ Girasole 70’ | Marcatori |  |

| Salò 17 marzo 2013, ore 14:30 CET 27ª giornata | Feralpisalò        | 0 – 0 referto | AlbinoLeffe | Stadio Lino Turina (400 spett.)\| Arbitro: \| Aversano (Treviso) \| |
| Arbitro:                                       | Aversano (Treviso) |               |             |                                                                     |

| Arbitro: | Capilungo (Lecce) |

|           |           |                   |
| Cissé 23’ | Marcatori | 30’ R. Bortolotto |

| Arbitro: | Ripa (Nocera Inferiore) |

|             |           |                          |
| Inglese 89’ | Marcatori | 32’ Taugordeau 67’ Cissé |

| Arbitro: | Serra (Torino) |

|                                       |           |  |
| Maietti 39’ Regonesi 51’ Girasole 65’ | Marcatori |  |

| Arbitro: | Cangiano (Napoli) |

|  |           |                                   |
|  | Marcatori | 27’ (rig.) Pesenti 42’ Taugordeau |

| Arbitro: | Aureliano (Bologna) |

|                |           |             |
| A. Belotti 73’ | Marcatori | 50’ Pirrone |

| Arbitro: | Bindoni (Venezia) |

|                           |           |                |
| Mendicino 32’ Gammone 88’ | Marcatori | 25’ A. Belotti |

| Arbitro: | Chiffi (Padova) |

|                          |           |               |
| Girasole 59’ Pesenti 74’ | Marcatori | 3’ Bogliacino |

### Coppa Italia
| Arbitro: | Tardino (Milano) |

|  |           |                                  |
|  | Marcatori | 47’ Rossi 63’ Gigli 88’ De Sousa |

### Coppa Italia Lega Pro
| Arbitro: | Rapuano (Rimini) |

|                          |           |             |
| Galuppini 42’ Baraje 96’ | Marcatori | 57’ Personè |

## Statistiche

### Statistiche di squadra
| Competizione          | Punti | In casa | In casa | In casa | In casa | In casa | In casa | In trasferta | In trasferta | In trasferta | In trasferta | In trasferta | In trasferta | Totale | Totale | Totale | Totale | Totale | Totale | DR  |
| Competizione          | Punti | G       | V       | N       | P       | Gf      | Gs      | G            | V            | N            | P            | Gf           | Gs           | G      | V      | N      | P      | Gf     | Gs     | DR  |
| --------------------- | ----- | ------- | ------- | ------- | ------- | ------- | ------- | ------------ | ------------ | ------------ | ------------ | ------------ | ------------ | ------ | ------ | ------ | ------ | ------ | ------ | --- |
| Prima Divisione       | 47    | 16      | 7       | 8       | 1       | 24      | 12      | 16           | 6            | 6            | 4            | 20           | 15           | 32     | 13     | 14     | 5      | 44     | 27     | +17 |
| Coppa Italia          | -     | 1       | 0       | 0       | 1       | 0       | 3       | -            | -            | -            | -            | -            | -            | 1      | 0      | 0      | 1      | 0      | 3      | -3  |
| Coppa Italia Lega Pro | -     | -       | -       | -       | -       | -       | -       | 1            | 0            | 0            | 1            | 1            | 2            | 1      | 0      | 0      | 1      | 1      | 2      | -1  |
| Totale                | -     | 18      | 8       | 8       | 2       | 26      | 16      | 16           | 5            | 6            | 5            | 19           | 16           | 34     | 13     | 14     | 7      | 45     | 32     | +13 |

### Statistiche dei giocatori
| Giocatore     | Prima Divisione | Prima Divisione | Prima Divisione | Prima Divisione | Coppa Italia Coppa Italia Lega Pro | Coppa Italia Coppa Italia Lega Pro | Coppa Italia Coppa Italia Lega Pro | Coppa Italia Coppa Italia Lega Pro | Totale   | Totale | Totale      | Totale     |
| Giocatore     | Presenze        | Reti            | Ammonizioni     | Espulsioni      | Presenze                           | Reti                               | Ammonizioni                        | Espulsioni                         | Presenze | Reti   | Ammonizioni | Espulsioni |
| ------------- | --------------- | --------------- | --------------- | --------------- | ---------------------------------- | ---------------------------------- | ---------------------------------- | ---------------------------------- | -------- | ------ | ----------- | ---------- |
| N. Allievi    | 24              | 0               | 6               | 0               | 0+1                                | 0                                  | 0                                  | 0                                  | 25       | 0      | 6           | 0          |
| D. Amadori    | 0               | 0               | 0               | 0               | 0+1                                | 0-2                                | 0                                  | 0                                  | 1        | 0      | 0           | 0          |
| A. Ambra      | 4               | 0               | 0               | 0               | -                                  | -                                  | -                                  | -                                  | 4        | 0      | 0           | 0          |
| A. Beduschi   | -               | -               | -               | -               | 1+0                                | 0                                  | 0                                  | 0                                  | 1        | 0      | 0           | 0          |
| A. Belotti    | 31              | 12              | 8               | 0               | 1+0                                | 0                                  | 0                                  | 0                                  | 32       | 12     | 8           | 0          |
| M. Belotti    | 29              | 2               | 7               | 1               | -                                  | -                                  | -                                  | -                                  | 29       | 2      | 7           | 1          |
| M. Calì       | 1               | 0               | 0               | 0               | 1+1                                | 0                                  | 0                                  | 0                                  | 3        | 0      | 0           | 0          |
| S. Carminati  | -               | -               | -               | -               | 1+0                                | 0                                  | 0                                  | 0                                  | 1        | 0      | 0           | 0          |
| K. Cissé      | 17              | 5               | 4               | 0               | 1+1                                | 0                                  | 1+0                                | 0                                  | 19       | 5      | 5           | 0          |
| M. Corradi    | 20              | 3               | 2               | 0               | 1+0                                | 0                                  | 0                                  | 0                                  | 21       | 3      | 2           | 0          |
| M. Cortinovis | 1               | 0               | 0               | 0               | 1+0                                | 0                                  | 0                                  | 0                                  | 2        | 0      | 0           | 0          |
| A. Diakite    | 22              | 1               | 2               | 0               | 0                                  | 0                                  | 0                                  | 0                                  | 22       | 1      | 2           | 0          |
| E. Di Cesare  | 4               | 0               | 1               | 0               | 1+1                                | 0                                  | 0                                  | 0                                  | 6        | 0      | 1           | 0          |
| F. Gazo       | 10              | 0               | 1               | 0               | 0+1                                | 0                                  | 0                                  | 0                                  | 11       | 0      | 1           | 0          |
| M. Girasole   | 30              | 4               | 7               | 0               | 1+0                                | 0                                  | 1+0                                | 0                                  | 31       | 4      | 8           | 0          |
| C. Lazzarini  | 0               | 0               | 0               | 0               | 0                                  | 0                                  | 0                                  | 0                                  | 0        | 0      | 0           | 0          |
| M. Maietti    | 29              | 1               | 5               | 0               | 1+1                                | 0                                  | 0+2                                | 0+1                                | 31       | 1      | 7           | 1          |
| D. Martinovic | 14              | 1               | 1               | 0               | -                                  | -                                  | -                                  | -                                  | 14       | 1      | 1           | 0          |
| M. Noris      | 0               | 0               | 0               | 0               | -                                  | -                                  | -                                  | -                                  | 0        | 0      | 0           | 0          |
| M. Paris      | 0               | 0               | 0               | 0               | -                                  | -                                  | -                                  | -                                  | 0        | 0      | 0           | 0          |
| A. Offredi    | 2               | 0               | 2               | 0               | -                                  | -                                  | -                                  | -                                  | 2        | 0      | 2           | 0          |
| D. Offredi    | 29              | -26             | 2               | 0               | 1+0                                | -3-0                               | 0                                  | 0                                  | 30       | -29    | 2           | 0          |
| D. Ondei      | 10              | 0               | 3               | 0               | 1+1                                | 0                                  | 0                                  | 0                                  | 12       | 0      | 3           | 0          |
| M. Pacilli    | 10              | 2               | 1               | 0               | -                                  | -                                  | -                                  | -                                  | 10       | 2      | 1           | 0          |
| M. Personè    | 2               | 0               | 0               | 0               | 0+1                                | 0+1                                | 0                                  | 0                                  | 3        | 1      | 0           | 0          |
| M. Pesenti    | 21              | 7               | 6               | 2               | 0                                  | 0                                  | 0                                  | 0                                  | 21       | 7      | 6           | 2          |
| M. Piccinni   | 0               | 0               | 0               | 0               | 0+1                                | 0                                  | 0                                  | 0                                  | 1        | 0      | 0           | 0          |
| V. Pirovano   | 19              | 0               | 7               | 1               | 0+1                                | 0                                  | 0                                  | 0                                  | 20       | 0      | 7           | 1          |
| S. Pontiggia  | 16              | 2               | 1               | 0               | 1+0                                | 0                                  | 0                                  | 0                                  | 17       | 2      | 1           | 0          |
| R. Previtali  | 10              | 0               | 2               | 1               | -                                  | -                                  | -                                  | -                                  | 10       | 0      | 2           | 1          |
| P.G. Regonesi | 28              | 1               | 5               | 2               | -                                  | -                                  | -                                  | -                                  | 28       | 1      | 5           | 2          |
| A. Salvi      | 29              | 0               | 7               | 2               | -                                  | -                                  | -                                  | -                                  | 29       | 0      | 7           | 2          |
| A. Taugordeau | 26              | 4               | 6               | 1               | 0+1                                | 0                                  | 0                                  | 0                                  | 27       | 4      | 6           | 1          |
| M. Valoti     | 10              | 0               | 2               | 0               | -                                  | -                                  | -                                  | -                                  | 10       | 0      | 2           | 0          |
| S. Vorobjovs  | 0               | 0               | 0               | 0               | 0+1                                | 0                                  | 0                                  | 0                                  | 1        | 0      | 0           | 0          |